# Спаркс, Джордин
Джордин Брианна Спаркс (англ. Jordin Brianna Sparks; род. 22 декабря 1989, Финикс, штат Аризона) — американская поп-певица, победительница 6-го сезона американского музыкального реалити-шоу «American Idol» (2007), самая молодая за его историю.

## Карьера
Во время тура Алишии Кис «As I Am» «разогревала» публику перед выступлениями звезды соула. В ноябре 2007 г. выпустила дебютный альбом «Jordin Sparks», в который вошёл записанный дуэтом с ровесником Крисом Брауном романтический хит «No Air» (3-е место в США по состоянию на 30 апреля 2008 г.). Появлялась в сериалах «Биг Тайм Раш» и «Всё тип-топ, или Жизнь на борту», где сыграла саму себя.
В 2020 году приняла участие в танцевальном шоу «Танцор в маске» на канале Fox в образе Экзотической птицы и выбыла в шестом выпуске.

## Личная жизнь
С 16 июля 2017 года Джордин замужем за Дэной Айзайей, с которым она встречалась год до их свадьбы. У супругов есть сын — Дэна Томас «ДиДжей» Айзайя-младший (род. 02.05.2018).

## Дискография

#### Студийные альбомы
- Jordin Sparks (2007)
- Battlefield (2009)

#### Мини-альбомы
- For Now (2006)
- Jordin Sparks (2007)

## Туры
- Battlefield Tour (2010)

Совместные
- American Idols LIVE! Tour 2007 (2007)
- Jesse & Jordin LIVE Tour (2008)

На разогреве у других артистов
- As I Am Tour — Алиша Киз (2008)
- Jonas Brothers World Tour 2009 — Jonas Brothers (2009)
- The Circus Starring Britney Spears — Бритни Спирс (2009)
- NKOTBSB Tour — New Kids on the Block и Backstreet Boys (2011)